# Maximilian Josef von Sommerau-Beeckh
Maximilian Josef von Sommerau-Beeckh czes. Maxmilián Josef Sommerau-Beckh (ur. 21 grudnia 1769 w Wiedniu, zm. 31 marca 1853 w Ołomuńcu) – arcybiskup ołomuniecki w latach 1837–1853, kardynał.

## Życiorys
Maximilian Josef von Sommerau-Beckh był w młodości żołnierzem i uczestniczył w latach 1788–1791 w wojnach z Turcją. W latach 1792–1796 studiował teologię w wiedeńskim alumnacie. 10 września 1797 przyjął święcenia kapłańskie. W latach 1809–1810 był kapelanem wojskowym. W 1810 został proboszczem w wiedeńskiej dzielnicy Leopoldstadt.
W 1813 został kanonikiem ołomunieckim bez obowiązku rezydencji. Od 1815 był kanonikiem rezydencyjnym, a od 1827 prepozytem kapituły.
21 listopada 1836 kapituła wybrała Maximiliana Josefa von Sommerau-Beckh na arcybiskupa ołomunieckiego. Papieskie zatwierdzenie nastąpiło 19 maja 1837. Święcenia biskupie przyjął 29 czerwca 1837.
Wkrótce po objęciu urzędu wydał polecenie, by wszyscy duchowni nauczyli się czeskiego. Rozbudował seminarium duchowne. W 1848 gościł w swojej rezydencji cesarza Ferdynanda I, który podczas pobytu abdykował. W Kromieryżu udostępnił pomieszczenia na obrady sejmu.
30 września 1850 otrzymał kapelusz kardynalski.

## Bibliografia

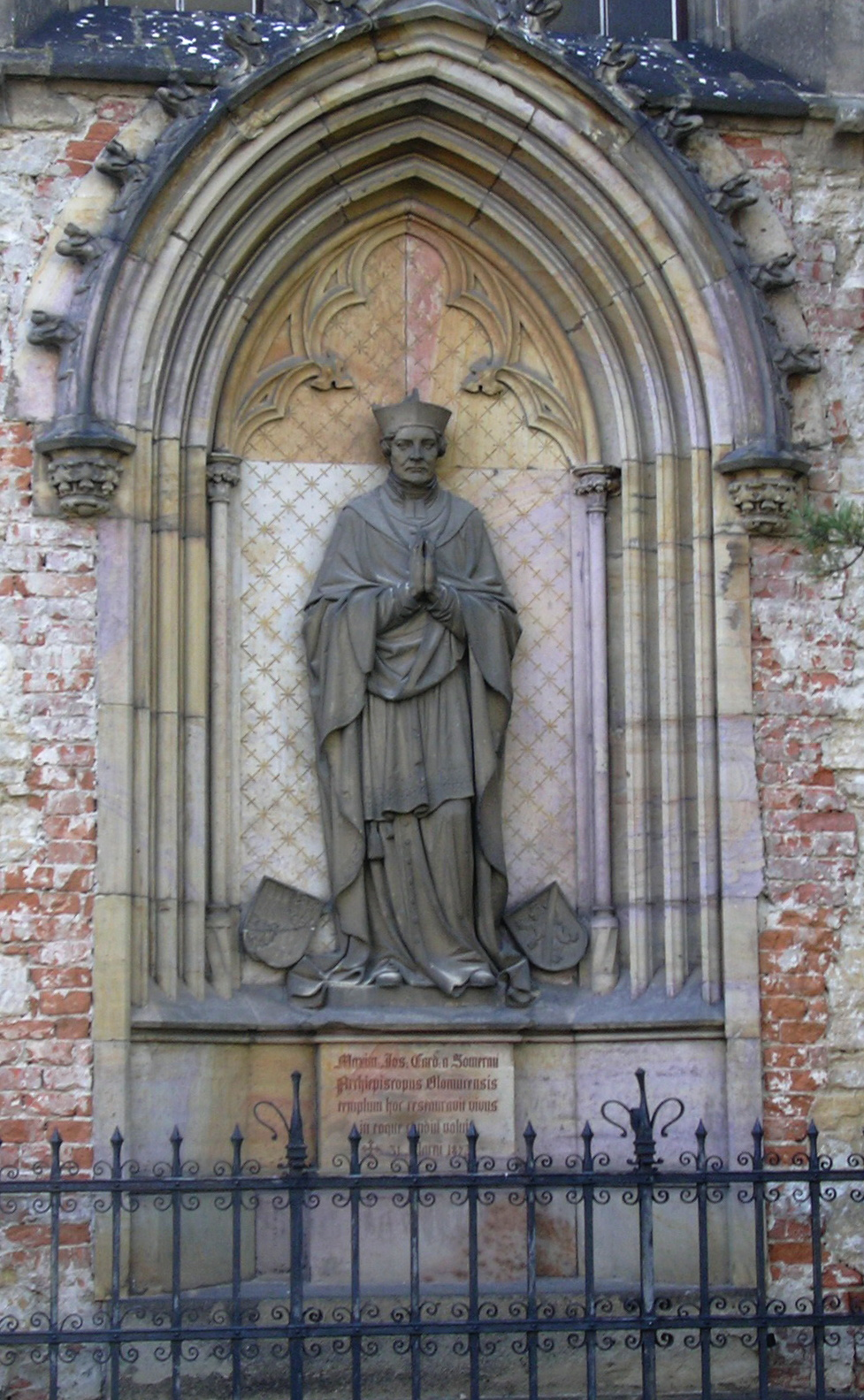
Nagrobek Maximiliana Josefa von Sommerau-Beeckh